# Srđan Simović
Srđan Simović (in serbo Срђан Симовић?; Čačak, 17 luglio 1985) è un calciatore serbo, centrocampista del Serbian White Eagles.

## Carriera
Ha giocato nella massima serie serba.